# Fur Free Alliance
De Fur Free Alliance is een internationale organisatie, die zich inzet tegen de productie en de handel in bont. De organisatie heeft een 40-tal leden in meer dan 25 landen landen, waaronder in België de GAIA en in Nederland de Bont voor Dieren.